# Harry S. Webb
Harry S. Webb (15 de octubre de 1892 - 4 de julio de 1959) fue un productor, director, guionista y actor cinematográfico de nacionalidad estadounidense, a lo largo de cuya carrera produjo un centenar de filmes y dirigió cincuenta y cuatro.

## Biografía
Su nombre completo era Harold Samuel Webb, y nació en
Pensilvania. Inició su carrera hacia 1915, como actor. El primer film en el que actuó fue The Underworld of London (1915), producido por Weston Feature Film Co. Después actuó en Reputation (1921), de Universal Pictures, volviendo a actuar nuevamente en 1935, en Tracy Rides, film de Reliable.
Su primera producción cinematográfica fue Coyote Fangs (1924) , que también dirigió, un western producido por su propia compañía, Harry Webb Productions. Ese fue el primero de los 54 filmes que dirigió.
En 1926 se asoció con el productor independiente Nat Levine, que estaba llevando a cabo un serial que fue vendido a Universal y lanzado con el título The Silent Flyer (1926). Ambos cineastas continuaron asociados algo más de un año, y cuando Levine formó Mascot Pictures en 1927, Webb dirigió los tres primeros seriales de la productora, The Golden Stallion (1927), Isle of Sunken Gold (1927) y Heroes of the Wild (1927). Webb también escribió 5 guiones cinametográficos en los años 1930.
En 1933, Webb y Bernard B. Ray crearon Reliable Pictures Corporation, que tenía sus estudios en Beachwood y en Sunset Boulevard, Hollywood. Reliable produjo y estrenó muchos westerns, el primero de ellos Girl Trouble (1933), hasta el cierre de la empresa en 1937. La última producción fue The Silver Trail.
Webb y Ray fundaron también Metropolitan Pictures Corporation en 1931, empresa que produjo hasta 1940, siendo su última cinta Pinto Canyon. Después, Webb trabajó como productor de westerns para Monogram Pictures.
A pesar de haberse retirado del cine en 1940, hizo una breve incursión en 1957, cuando trabajó como ayudante de dirección en la película de Columbia Pictures The Parson and the Outlaw, y en 1958 con The Bride and the Beast, de Allied Artists Pictures.
Harry S. Webb falleció en Hollywood, California, a causa de un infarto agudo de miocardio. Tenía 66 años de edad.
Webb había estado casado con la guionista Rose Gordon, y fue el padre del productor Gordon A. Webb. Rose Gordon y Harry Webb se divorciaron hacia 1941. Al mismo tiempo terminaba su carrera en Hollywood, yendo a trabajar a una fábrica de defensa durante la Segunda Guerra Mundial.
Webb era hermano del productor y cineasta de serie B Ira S. Webb.

## Selección de su filmografía
- Reputation (1921)
- The Golden Stallion (1927) serial, director
- Isle of Sunken Gold (1927) serial, director
- Heroes of the Wild (1927) serial, director
- The Phantom of the North (1929) director
- Riot Squad (1933) director y productor
- Loser's End (1935)
- North of Arizona (1935)
- The Live Wire (1935) director y productor asociado
- Born to Battle (1935) director y productor
- The Test (1935) productor asociado
- Ambush Valley (1936)
- Vengeance of Rannah (1936) productor asociado
- Santa Fe Bound (1936) director
- The Great Adventures of Wild Bill Hickok (1938)